# Grande Prêmio de Singapura
O Grande Prêmio (português brasileiro) ou Grande Prémio (português europeu) de Singapura é uma corrida da Fórmula 1 realizado desde 2008 no Circuito Urbano de Marina Bay. O grande diferencial desse Grande Prêmio é que foi a primeira corrida noturna da história da Fórmula 1. O primeiro vencedor desta prova foi o espanhol Fernando Alonso, pilotando a Renault. O Grande Prêmio de Singapura teve sua primeira prova em 2008, e em todos os anos próximos esteve presente no calendário, até que em 2020 e 2021, por conta da pandemia de COVID-19 não se pode realizar a prova no circuito. Em 2022, o GP voltou a ser disputado com vitória de Sergio Pérez.

## História
O Grande Prêmio de Singapura foi realizado inicialmente em 1961, conhecido então como Grande Prêmio do Oriente. No ano seguinte mudou seu nome para Grande Prêmio da Malásia, porém sem participar oficialmente do Campeonato de Fórmula 1. A partir de 1965, passou a representar a recém-independente Singapura. No início dos anos 1970, a prova foi realizada esporadicamente até 1974, quando foi extinta por completo.
Em 2007, a FIA manifestou interesse em recriar uma corrida em Singapura. Bernie Ecclestone fechou um contrato de cinco anos com o Governo de Singapura e a SingTel, multinacional do ramo de telecomunicações, concordou em patrocinar a corrida. Desta forma, o nome oficial escolhido foi SingTel Singapore Grand Prix.
A temporada inaugural da corrida foi marcada por um incidente polêmico envolvendo os pilotos da Renault, Fernando Alonso e Nelsón Piquet. Na 14ª volta, o carro de Piquet chocou-se violentamente contra o muro, forçando Alonso a antecipar seu pit stop. Piquet descreveu o acidente como um "simples erro", porém, após ser demitido, Piquet admitiu que o acidente foi simulado para facilitar a vitória de Alonso.

## Momentos históricos
A prova faz parte da história da Fórmula 1, colecionando momentos históricos como:
- A prova que iniciou o declínio da Ferrari e de Sebastian Vettel com o acidente trágico na primeira volta em 2017;
- As disputas que envolveram diretamente o título em 2008, 2010, 2012, 2014, 2015, 2016, principalmente 2017 e 2018;
- O escândalo do Singapuragate, envolvendo uma batida de propósito para beneficiar outro piloto.

## Grande Prêmio de Singapura

### Vencedores por ano
O fundo rosa indica que a prova não fez parte do Campeonato Mundial de Fórmula 1.
| Ano     | Piloto                                  | Construtor                              | Local                                   | Resumo                                  |                                         |
| ------- | --------------------------------------- | --------------------------------------- | --------------------------------------- | --------------------------------------- | --------------------------------------- |
| 1966    | Lee Han Seng                            | Team Lotus-Ford                         | Thomson Road                            | Detalhes                                |                                         |
| 1967    | Rodney Seow                             | Merlyn-Ford                             | Thomson Road                            | Detalhes                                |                                         |
| 1968    | Garrie Cooper                           | Elfin-Ford                              | Thomson Road                            | Detalhes                                |                                         |
| 1969    | Graeme Lawrence                         | McLaren-Ford                            | Thomson Road                            | Detalhes                                |                                         |
| 1970    | Graeme Lawrence                         | Ferrari                                 | Thomson Road                            | Detalhes                                |                                         |
| 1971    | Graeme Lawrence                         | Brabham-Ford                            | Thomson Road                            | Detalhes                                |                                         |
| 1972    | Max Stewart                             | Mildren-Waggott                         | Thomson Road                            | Detalhes                                |                                         |
| 1973    | Vern Schuppan                           | March-Hart                              | Thomson Road                            | Detalhes                                |                                         |
| -       | Não realizado entre 1974 e 2007         | Não realizado entre 1974 e 2007         | Não realizado entre 1974 e 2007         | Não realizado entre 1974 e 2007         | Não realizado entre 1974 e 2007         |
| 2008    | Fernando Alonso                         | Renault                                 | Marina Bay                              | Detalhes                                |                                         |
| 2009    | Lewis Hamilton                          | McLaren-Mercedes                        | Marina Bay                              | Detalhes                                |                                         |
| 2010    | Fernando Alonso                         | Ferrari                                 | Marina Bay                              | Detalhes                                |                                         |
| 2011    | Sebastian Vettel                        | Red Bull Racing-Renault                 | Marina Bay                              | Detalhes                                |                                         |
| 2012    | Sebastian Vettel                        | Red Bull Racing-Renault                 | Marina Bay                              | Detalhes                                |                                         |
| 2013    | Sebastian Vettel                        | Red Bull Racing-Renault                 | Marina Bay                              | Detalhes                                |                                         |
| 2014    | Lewis Hamilton                          | Mercedes                                | Marina Bay                              | Detalhes                                |                                         |
| 2015    | Sebastian Vettel                        | Ferrari                                 | Marina Bay                              | Detalhes                                |                                         |
| 2016    | Nico Rosberg                            | Mercedes                                | Marina Bay                              | Detalhes                                |                                         |
| 2017    | Lewis Hamilton                          | Mercedes                                | Marina Bay                              | Detalhes                                |                                         |
| 2018    | Lewis Hamilton                          | Mercedes                                | Marina Bay                              | Detalhes                                |                                         |
| 2019    | Sebastian Vettel                        | Ferrari                                 | Marina Bay                              | Detalhes                                |                                         |
| 2020    | Cancelado devido à Pandemia de COVID-19 | Cancelado devido à Pandemia de COVID-19 | Cancelado devido à Pandemia de COVID-19 | Cancelado devido à Pandemia de COVID-19 | Cancelado devido à Pandemia de COVID-19 |
| 2021    | Cancelado devido à Pandemia de COVID-19 | Cancelado devido à Pandemia de COVID-19 | Cancelado devido à Pandemia de COVID-19 | Cancelado devido à Pandemia de COVID-19 | Cancelado devido à Pandemia de COVID-19 |
| 2022    | Sergio Pérez                            | Red Bull Racing-Powertrains             | Marina Bay                              | Detalhes                                |                                         |
| 2023    | Carlos Sainz Jr.                        | Ferrari                                 | Marina Bay                              | Detalhes                                |                                         |
| 2024    | Lando Norris                            | McLaren-Mercedes                        | Marina Bay                              | Detalhes                                |                                         |
| Fontes: |                                         |                                         |                                         |                                         |                                         |

### Vitórias por piloto
| Total   | Piloto           | Vitórias                     |
| ------- | ---------------- | ---------------------------- |
| 5       | Sebastian Vettel | 2011, 2012, 2013, 2015, 2019 |
| 4       | Lewis Hamilton   | 2009, 2014, 2017, 2018       |
| 3       | Graeme Lawrence  | 1969, 1970, 1971             |
| 2       | Fernando Alonso  | 2008, 2010                   |
| 1       | Lee Han Seng     | 1966                         |
| 1       | Rodney Seow      | 1967                         |
| 1       | Garrie Cooper    | 1968                         |
| 1       | Max Stewart      | 1972                         |
| 1       | Vern Schuppan    | 1973                         |
| 1       | Nico Rosberg     | 2016                         |
| 1       | Sergio Pérez     | 2022                         |
| 1       | Carlos Sainz Jr. | 2023                         |
| 1       | Lando Norris     | 2024                         |
| Fontes: |                  |                              |

### Vitórias por equipe
| Total   | Equipe          | Vitórias                     |
| ------- | --------------- | ---------------------------- |
| 5       | Ferrari         | 1970, 2010, 2015, 2019, 2023 |
| 4       | Red Bull Racing | 2011, 2012, 2013, 2022       |
| 4       | Mercedes        | 2014, 2016, 2017, 2018       |
| 3       | McLaren         | 1969, 2009, 2024             |
| 1       | Team Lotus      | 1966                         |
| 1       | Merlyn          | 1967                         |
| 1       | Elfin           | 1968                         |
| 1       | Brabham         | 1971                         |
| 1       | Mildren         | 1972                         |
| 1       | March           | 1973                         |
| 1       | Renault         | 2008                         |
| Fontes: |                 |                              |

### Vitórias por país
| Total   | País          | Vitórias                           |
| ------- | ------------- | ---------------------------------- |
| 6       | Alemanha      | 2011, 2012, 2013, 2015, 2016, 2019 |
| 5       | Reino Unido   | 2009, 2014, 2017, 2018, 2024       |
| 3       | Austrália     | 1968, 1972, 1973                   |
| 3       | Nova Zelândia | 1969, 1970, 1971                   |
| 3       | Espanha       | 2008, 2010, 2023                   |
| 2       | Singapura     | 1966, 1967                         |
| 1       | México        | 2022                               |
| Fontes: |               |                                    |

### Recordes de pista
|                       |                  |            |          |          |      |
| Marina Bay            | País/Piloto      | Construtor | Tempo    | Extensão | Ano  |
| Pole position         | Carlos Sainz Jr. | Ferrari    | 1:30.984 | 4.940 km | 2023 |
| Melhor volta na prova | Lewis Hamilton   | Mercedes   | 1:35.867 | 4.940 km | 2023 |
| Fontes:               |                  |            |          |          |      |